# Grüne Uri
Die Grünen Uri sind die Kantonalpartei der Grünen Partei der Schweiz im  Kanton Uri. Sie bilden zusammen mit der Sozialdemokratischen Partei im Landrat eine Fraktion und sind dort mit einem Landrat vertreten. Weitere Partner sind der Gewerkschaftsbund Uri und die Juso des Kantons Uri. Das Grüne Bündnis setzt sich für Umweltschutz und soziale, wirtschaftliche und politische Gerechtigkeit ein. Sie fordern die Installation von Solardächern.
Die Grünen Uri sind im Landrat mit Eveline Lüönd und Valentin Schmidt vertreten. Ehemalige Landratsmitglieder der Grünen sind: Raphael Walker, Annalise Russi, Armin Braunwalder, Alf Arnold und Christoph Schillig. 
2010 scheiterte die Altdorferin Grüne Landrätin Annalise Russi bei den Regierungsratswahlen, 2015 bei den Wahlen zum Nationalrat.